# Latowicz (gmina)
Pour les articles homonymes, voir Latowicz.
Latowicz est une gmina rurale (gmina wiejska) de la powiat de Mińsk, dans la Voïvodie de Mazovie, dans le centre-est de la Pologne.
Son siège administratif (chef-lieu) est le village de Latowicz, qui se situe environ 25 kilomètres au sud-est de Mińsk Mazowiecki (siège de la powiat) et 60 kilomètres à l'est de Varsovie (capitale de la Pologne).
La gmina couvre une superficie de 114,15 km2 pour une population de 5 559 habitants en 2006.

## Histoire
De 1975 à 1998, la gmina est attachée administrativement à la voïvodie de Siedlce.

Depuis 1999, elle fait partie de la voïvodie de Mazovie.

## Géographie
La gmina inclut les villages et localités de :

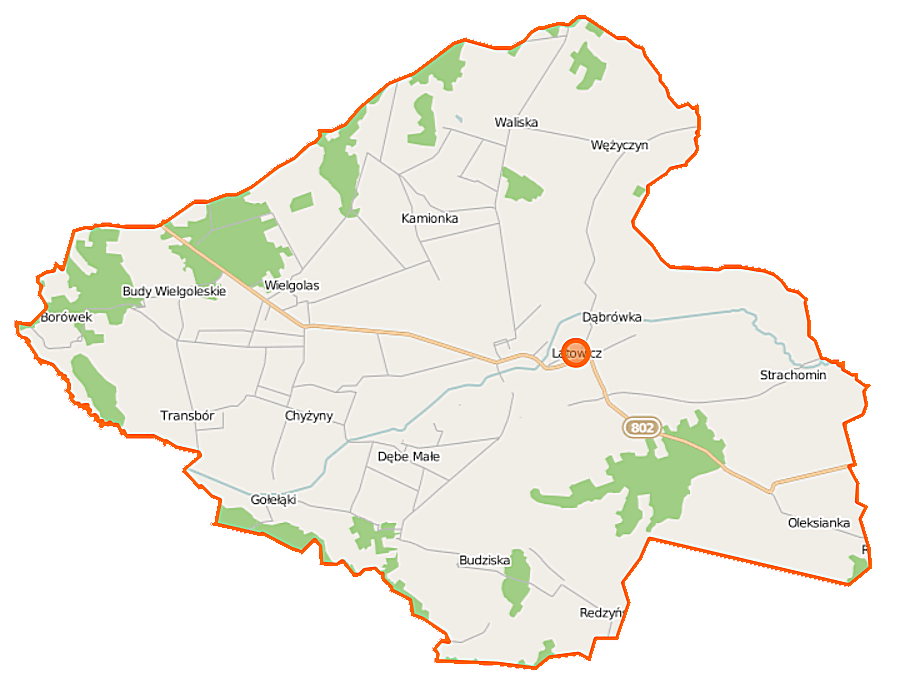
Plan de la gmina

- Borówek
- Budy Wielgoleskie
- Budziska
- Chyżyny
- Dąbrówka
- Dębe Małe
- Generałowo
- Gołełąki
- Kamionka
- Latowicz
- Oleksianka
- Redzyńskie
- Stawek
- Strachomin
- Transbór
- Waliska
- Wężyczyn
- Wielgolas

### Gminy voisines
La gmina de Latowicz est voisine des gminy suivantes :
- Borowie
- Cegłów
- Mrozy
- Parysów
- Siennica
- Wodynie

## Structure du terrain
D'après les données de 2010, la superficie de la commune de Latowicz est de 114,15 km2, répartis comme tel :
- terres agricoles : 84%
- forêts : 11%
- friche: 5%

Développement des terres agricoles:
- terres arables: 63,3%
- prairies et pâturages : 36,4%
- vergers 0,3%

La municipalité est purement agricole. L'exploitation individuelle prévaut ici avec une grande fragmentation des exploitations agricoles, dont la surface varie en moyenne de l'ordre de 5 à 15 hectares. Ils se concentrent sur 65,7 % de la commune avec une moyenne par ferme de 9,3 hectares, dont 8,4 hectares de terres agricoles.
La commune représente 9,8% de la superficie du powiat.

## Démographie
Données du 1er mai 2010 :
| Description        | Total  | Total | Femmes | Femmes | Hommes | Hommes |
| ------------------ | ------ | ----- | ------ | ------ | ------ | ------ |
| Unité              | Nombre | %     | Nombre | %      | Nombre | %      |
| Population         | 5 543  | 100   | 2 786  | 50,26  | 2 757  | 49,73  |
| Densité (hab./km²) | 48,55  | 48,55 | 24,4   | 24,4   | 24,15  | 24,15  |